# Златен тигър
Златният тигър е тигър с цветови вариации, причинени от рецесивен ген. Подобно на белите тигри и черните тигри това е цветна форма, а не отделен подвид. Известен със своя рус или бледозлатист цвят и червено-кафяви (не черни) ивици, златистият цвят на тигрите идва от рецесивна черта, наречена „широколентова“, която влияе върху производството на черно в цикъла на растеж на козината. Тигровата окраска, която варира от типичната оранжева с черна ивица, се среща в природата, но в много малък процент.
През 2014 г. див женски тигър с това оцветяване е сниман с „камера капан“ в националния парк Казиранга в Индия. Тази женска в репродуктивна възраст е снимана от фотографа изследовател Маюреш Хендре и е наблюдавана до 2019 г.